# Павле Ђуришић
Павле Ђуришић (Подгорица, 9. јул 1907 — Стара Градишка, 21. април 1945) био је српски официр Југословенске војске из Црне Горе, који је постао четнички војвода и предводио значајни дио црногорских четника током Другог свјетског рата. Истакао се и постао један од главних команданата устанка против Италијана у Црној Гори у јулу 1941, али је касније сарађивао са Италијанима против партизана које је предводила КПЈ и Хрватских оружаних снага НДХ. Његове снаге су извршиле неколико масакара над муслиманским становништвом Босне, Херцеговине и Санџака и учествовале у противпартизанској операцији Вајс заједно са италијанским снагама 1943. Нијемци су га заробили у мају 1943, али је Ђуришић побјегао, да би га поново ухватили.
Након капитулације Италије, Нијемци су га ослободили и Ђуришић је почео сарађивати са њима и српском марионетском владом. Уз помоћ Нијемаца, Милана Недића и Димитрија Љотића, основао је Црногорски добровољачки корпус 1944. Ђуришић је убијен вероватно 21. априла 1945. године у логору Стара Градишка послије битке на Љевче пољу, након што су га заробили припадници Хрватских оружаних снага код Бање Луке, у замци коју су му припремили они и црногорски сепаратиста Секула Дрљевић. Дио припадника Ђуришићевих снага убијен је током ове битке или у каснијим нападима усташа и партизана, јер су жељели спријечити повлачење на запад. Остали су покушали да се повуку у Аустрију; приморани су да се предају партизанима и убијени су у мају или јуну 1945. у Кочевском Рогу у јужној Словенији.

## Биографија

### Рана младост Ђуришића
Павле Ђуришић је рођен 9. јула 1909. године у Подгорици, у тадашњој Књажевини Црној Гори, гдје је живио до смрти оца Илије. Његова мајка Ивана (дјевојачко Радовић), била је из братства Брновића. Према неким изворима, рођен је 1907. године. Павле се школовао до ниже гимназије. Након очеве смрти, преселио се у Беране, гдје је живио са ујаком Петром Радовићем, судијом и бившим четником у одреду Вука Поповића током борби за Македонију. Похађао је Учитељску школу у Беранама скоро двије године.
Павле Ђуришић уписује се у 55. класу Војне академије 1927, из које 1930. године излази као пјешадијски потпоручник Југословенске војске. Службу је започео у Сарајеву као водник 10. таковског пјешадијског пука. Његове старјешине запажају у њему способности и амбиције, па га шаљу у Пјешадијску официрску школу у Сарајеву, као водника стрељачке чете. У Сарајеву је остао све до 1934, када је на властити захтјев премјештен у Беране, гдје је прво служио као командант вода, а касније као командант 1. чете 48. пјешадијског пука. Ђуришић је имао кћер Љиљану, која је рођена 1937, али је преминула 1943. године.
Након италијанске инвазије на Албанију, Ђуришићева чета је 7. априла 1939. послата у Плав код границе са Албанијом, ради прикупљања обавјештајних података. Успоставио је контакт са појединцима у Албанији и стекао обавјештајне податке, али информације које је добио нису биле од велике користи за одбрану Југославије и вратио се у Беране са својом четом. Контакти које је Ђуришић остварио у овом периоду постаће важни у наредним годинама. Илија, син Павла Ђуришића, рођен је 1940. године.

### Други свјетски рат

#### Инвазија сила Осовине и италијанска окупација Црне Горе
У априлу 1941, Њемачка, Италија и Мађарска извеле су инвазију и окупацију Југославије. Црну Гору су заузели Нијемци, који су се убрзо повукли, препуштајући Италијанима окупацију области. Црногорци су брзо развили побуне против Италијана, због протјеривања Срба са Косова и Метохије, због прилива избјеглица из других дијелова Југославије и оних који су бјежали од усташког терора у областима дуж границе са Босном и Херцеговином. Негодовали су и због анектирања Албанији територија на Косову важних за производњу хране и постројења за производњу соли у Улцињу, а економска штета нанесена је многима због повлачења из промета новчанице од 500 југословенских динара. За вријеме инвазије, Ђуришић је унапређен у чин капетана прве класе.

#### Устанак у Црној Гори
Средином јулa 1941. избио је општенародни устанак. Догађај који је био непосредан повод за устанак је био Петровдански сабор на којем је усвојена одлука о обнови Краљевине Црне Горе на челу са италијанским регентом и под контролом црногорског сепаратисте Секуле Дрљевића и његових присталица, познатих под именом зеленаши. Међу устаницима био је велики број српских националиста, познатих под именом бјелаши, који су се залагали за „блиске везе са Србијом”. Око 400 бивши официри Југословенске војске, од којих су многи били вољни да сарађују са комунистима, учествовало је у устанку. Неке од официра Нијемци и Италијани су недавно ослободили из логора за ратне заробљенике, гдје су се налазили од почетка инвазије. Официри ЈВ су командовали одредима, док су политички комесари били из редова комуниста и они су водили организацију устанка. Када је устанак почео, Ђуришић се придружио одбору који је био организован за вођење војних операција у беранском срезу.
У раној фази устаници су преузели контролу над мањим градовима и селима. Ђуришић се борио заједно са комунистима и предводио успјешан напад на Беране. Прославио се током најтежих борби и истакао као један од главних вођа устанка. Послије скоро два дана борби за сваку кућу у Беранама, укључио се у преговоре о предаји преживјелих италијанских снага. Након италијанске предаје, приговорио је на упутства која су добили од комуниста везана за поступање са италијанским заробљеницима. Током устанка, Ђуришић је водио борбе и против Дрљевићевих снага. Након уклањања Италијана из долине Лима, Ђуришић је позвао устанике да марширају на Рожаје и Косовску Митровицу и нападну тамошње муслимане и Албанце, која је сматрао „балистима”. Комунисти су јасно ставиле до знања да такву акцију сматрају неприхватљивом.
Остали истакнутији команданти устанка били си бивши официри ЈВ пуковник Бајо Станишић и мајор Ђорђије Лашић. У року од шест недјеља, 67.000 италијанских војника, потпомогнути муслиманским и албанским балистима из пограничних подручја који су обезбјеђивали бокове, поново је стекла контролу над свим градовима и комуникационим путевима у Црној Гори. Генерал Алесандро Пирцио Бироли, италијански војни гувернер Црне Горе, издао је наредбу о гушењу устанка, али је своје снаге усмјеравао да избјегну „дјела освете и бескорисне суровости”. Ипак, десетине села је спаљено, стотине су убијене, а између 10.000 и 20.000 становника је интернирано током гушења устанка. Неко вријеме, муслиманским и албанским балистима је дозвољено да пљачкају и пале села. Чим су Италијани започели офанзиву, берански политичари одустали су од подршке устанку и почели га критиковати. Бивши официри ЈВ дезертирали су из својих јединица, а Ђуришић је напустио војни одбор који је организовао устанак у беранском срезу. Политичари и официри формирали су сопствене одборе и обратили се Италијанима како би исказали лојалност и осудили комунисте.
Између комунистичких вођа и националиста који су учествовали у устанку дошло је до раздора. Националисти су сматрали да је устанак угушен и жељели су да се борба заустави, док су комунисти били одлучни да се настави са борбом. Крајем 1941. националисти су успоставили контакте са Италијанима и понудили им да им помогну у борби против комуниста, који су тада преименовани у партизане. Затим су се националисти, међу којима и Ђуришић, који је био популаран у својим Васојевићима, повукли у брдовиту унутрашњост Црне Горе. Циљ националиста је био да се избјегава провоцирање Италијана, али да се бране планинска села ако буду нападнута. У сјеверној Црној Гори постојала је јасна подјела између комуниста и националиста. Националисти су имали ближе везе са Србијом и непријатељски став према балистима. Комунисти су желели да се настави са борбом и револуцијом, па су се окренули и против својих класних непријатеља националиста. Усташки утицај на муслимане у Санџаку и прогони Срба из области припојени италијанској Албанији утицали су на Ђуришића и његове четнике да се посвете борби против муслимана и Албанаца. Касније су се окренули муслиманима и Албанцима у регији. Устанак се смањеном жестином наставио до децембра 1941. године. Ђуришића је Влада Краљевине Југославије у егзилу одликовала орденом Карађорђеве звијезде 1941. на приједлог пуковника Драгољуба Михаиловића, начелника Штаба Врховне команде Југословенске војске у отаџбини.

#### Михаиловићева упутства
Октобра 1941, Михаиловић је именовао Ђуришића за команданта свих редовних и резервних снага у централној и источној Црног Гори и дијеловима Санџака. Почетком новембра, националистичке вође у Црног Гори брзо су постале свјесне раздора између четника и партизана у Србији; касније тог мјесеца послали су Ђуришића у посјету Михаиловићу. Током посјете, Ђуришић је од Михаиловића добио вербална наређења и постављен је за команданта свих четничких одреда у Рашкој области. Лашић је именован за команданта свих четничких одреда у Старој Црној Гори. Ђуришићево именовање укључено је и као дио упутства од 20. децембра 1941. која су стигла од Михаиловића. Упутство је укључивало сљедеће циљеве:

- Борба за слободу цјелокупног нашег народа под скиптром Његовог Величанства Краља Петра II.
- Створити велику Југославију и у њој велику Србију, етнички чисту у границама Србије — Црне Горе — Босне и Херцеговине — Срема — Баната и Бачке.
- Борба за укључење у наш државни живот и свих још неослобођених, словеначких територија под Италијанима и Нијемцима (Трст — Горица — Истра и Корушка) као и Бугарске, сјеверне Албаније са Скадром.
- Чишћење државне територије од свих народних мањина и ненационалних елемената.
- Створити непосредне заједничке границе између Србије и Црне Горе, као и Србије и Словеначке чишћењем Санџака од Муслиманског живља и Босне од Муслиманског и Хрватског живља.

У овим упутствима је наведено да циљеви партизана значе да не може бити сарадње између њих и четника. Ђуришића је такође именовао четничким војводом. Неки историчари су оспорили аутентичност ових упутстава; сматрају да је документ Ђуришићев фалсификат након што није успио да дође до Михаиловића. Други историчари или не помињу било какве полемике око поријекла упутстава, помињући доказе који потврђују њихову аутентичност или изричито изјављују да их сматрају вјеродостојним.

#### Колаборација са Италијанима против партизана
У јануару 1942. Ђуришић се састао са представницима бригадног генерала Силвија Бонинија, команданта италијанске 19. пјешадијске дивизије Венеција. Ђуришићев брат Васо био је одговоран за везу са италијанском дивизијом и био је стациониран у њиховом штабу у Беранама. На састанку Ђуришићу су дате одријешене руке у поступању са партизанима у зони одговорности дивизије; споразум између Ђуришића и италијанских представника потписао је Васо у Ђуришићево име. Истог мјесеца окупио је скупину бивших официра ЈВ, политичара и других некомуниста и представио им Михаиловићева упутства. Михаиловић је за Ђуришићев штаб одабрао кодни назив „Горски штаб бр. 15”, а Ђуришић је за локацију штаба одабрао село Заостро.
У јануару, четничке снаге предвођене Лашићем водиле су успјешне операције против партизана у андријевачком срезу, али је Лашић током борби задобио тешку рану на глави. Лашићево рањавање значило је да ће Ђуришић убрзо постати најистакнутији и најважнији четнички командант у Црној Гори. До 5. јануара, Ђуришић је преузео команду над беранским срезом и основао седам четничких одреда на том подручју. Убрзо након тога формиран је срески политички одбор задужен за организовање пропаганде и регрутовање. Ђуришић је убрзо стекао контролу над свим антикомунистичким милицијама у беранском срезу, укупно 500 људи, и двије мање скупине из Колашина и Бијелог Поља, укупно 120 људи. Дана 13. јануара, послије седмице припрема, извео је нападе на два партизанска батаљона која су дјеловала у беранском срезу. Након четири дана борбе, Ђуришић је уз помоћ италијанских снага и муслиманских милиција успио скоро потпуно протјерати партизане из среза. До 24. јануара, Ђуришићеве снаге заузеле су преостала села под партизанском контролом, а током борби убијено је 15 партизана и погубљено је 27 заробљених. Тиме је ефикасно елиминисао преостало партизанско присуство у Беранама.
До марта, Ђуришић је показао Италијанима да се према партизанима односи бескомпромисно, а његови одреди ширили су се изван зоне одговорности италијанске дивизије. Вођени су преговори између Ђуришића и генерала Биролија, војног гувернера и команданта италијанских снага у Црној Гори. Овај споразум, који је потписао Ђуришић, односио се и на оперативне зоне 19. пјешадијске дивизије Венеција. Италијани су пристали да Ђуришића и његове снаге снабдијевају оружјем и храном и да има исплаћују плате. Према „Сагласности између Главне команде италијанских трупа у Црној Гори и капетана Павла Ђуришића, команданта црногорских четничких националиста који оперишу у зони додјељеној дивизији Венеција”, Ђуришић и његове снаге се обавезује на сљедеће:

- Да воде борбу против комуниста и њихових присталица.
- Да држе контакт с италијанским војним властима, тако да њихове акције буду вршене по италијанским упутствима. За оне акције на сјеверној страни Лијеве Ријеке одлучује генерал Бонини, командант дивизије Венеција, а за оне на југу од Лијеве Ријеке одлучује директно командант италијанских трупа Црне Горе у Подгорици.
- Да одрже ред и гарантују за сигурност пута у зони окупираној од њихове стране.
- Да неће никада окренути оружје против италијанских трупа и да ограниче своју политику у самој борби против комунизма.
- Да врате, када буде уништен комунизам, оно оружје које су дале италијанске власти, изузев пушака, које су потребне ради одржавања реда.

Упркос посједовању Михаиловићевих инструкција, Ђуришић је у почетку имао минималан утицај на некомунистичке елементе црногорског отпора и није био у могућности да развије ефикасну стратегију против Италијана или партизана у мјесецима након повратка у Црну Гору. Почетком 1942, његов четнички одред постао је све активнији против локалних муслимана, нарочито у источној Црној Гори и Санџаку. Партизани су у јануару и фебруару 1942. заузели Колашин и окренули се против сваке стварне и могуће опозиције; убили су око 300 људи и њихове лешеве бацали у јаме које су називали „пасја гробља”. Због ових и других примјера комунистичког терора, већина Црногораца се окренула против партизана. Дана 23. фебруара, Ђуришић је заузео Колашин и држао га као четнички бастион све до маја 1943. Четнички терор над политичким противницима појачан је након заузимања Колашина. Заробљени партизани и присталице обично су убијани на лицу мјеста, укључујући 17 рањених партизана заробљених у селу Липово. Монтирани процеси организовани су у марту и априлу за неке од истакнутих грађана Колашина, које су четници сматрали противницима, а многи познати или осумњичени комунисти су осуђени смрт и затим погубљени. Ђуришић је у Колашину основао четнички затвор, у којем је било затворено и мучено око 2.000 људи. Најмање 74 затвореника убијено је у Брези код Колашина. Крајем априла 1943, 313 затвореника четничког затвора предато је Италијанима; 27 њих је убијено током италијанског масовног погубљења 180 таоца 25. јуна 1943.
У мају 1942, Ђуришић је напао и поразио посљедњи значајан партизански одред у Црној Гори. У јуну 1942, Ђуришић је сарађивао са усташама у Фочи на југоистоку Босне. Након што су га Нијемци протјерали из Србије, Михаиловић је стигао у Црну Гору у вријеме борби Италијана и четника са партизанима. Михаиловић је дошао у пратњи свог особља и официра за везу британске Управе за специјалне операције (енгл. Special Operations Executive (SOE)). На крају је основао базу у селу Горње Липово, неколико километара од Ђуришићевог штаба у Колашину. Михаиловић и његово особље имали су малобројне снаге и ослањали су се на Ђуришића ради заштите. Убрзо након што је Михаиловић стигао у Црну Гору, Ђуришић је Михаиловићевом официру за везу из SOE рекао да је расположен да дјелује независно и супротно од Михаиловића. Ђуришић и остали четнички команданти у Црној Гори номинално су признавали Михаиловића за врховног команданта, али су га ријетко поштовали.
Дана 24. јула 1942, Блажо Ђукановић, командант свих четничких снага у Црној Гори, потписао је свеобухватни споразум с Биролијем којим су званично организовали и признали три четничка „летећа одреда” као помоћне италијанске снаге у борби против партизана. Те одреде су Италијани снабдијевали, наоружавали и плаћали; у њих је било укључено 4.500 четника, од којих је 1.500 било под Ђуришићевом командом. Постојећи „Црногорски четнички комитет”, који је предводио бригадни генерал Ђукановић и са којим је Ђуришић био усклађен, Италијани су признали као „Националистички комитет Црне Горе”, чији су једини политички циљеви били борба против комуниста и других који су се противили италијанској окупацији и „одржавање реда и закона”. Договори о платама, оброцима, оружју и помоћи четничким породицама требали су бити постигнути међусобним разумијевањем.
Током остатка 1942, италијанске операцијe у сарадњи са четничким помоћним снагама приморали су преостале партизанске снаге да напусте Црну Гору, након чега су Италијани користили четнике за одржавање реда на селу. Ђуришић је већину овог времена дјеловао прилично независно на сјеверу Црне Горе и понашао се као да је „изнад закона”. У децембру 1942, четници из Црне Горе и Санџака састали су се на конференцији у селу Шаховићи код Бијелог Поља. Конференцијом је доминирао Ђуришић; њене резолуције изразиле су екстремизам и нетолеранцију, а дневни ред фокусиран је на обнављање предратног статуса кво у Југославији, који би у почетним фазама спроводила четничка диктатура. Истакао је претензије на дијелове територије држава сусједних Југославији. На овој конференцији, Михаиловића је представљао мајор Захарије Остојић, његов начелник штаба, кога је претходно Михаиловић охрабрио да води кампању терора над муслиманима који живе уз границу Црне Горе и Санџака. Један од исхода конференције била је одлука о уништењу муслиманских села у чајничком срезу у Босни.

#### Операција Вајс и акције чишћења
Децембра 1942, забринути због могућности искрцавања савезничких снага на Балкан, Нијемци су започели планирање противпартизанске офанзиве у Босни и Херцеговини кодног назива „Случај Бијело”. Величина планиране офанзиве захтијевала је укључивање и Хрватског домобранства и Краљевске италијанске војске. Касније током планирања, Италијани су почели да припремаjy и опремају четничке одреде, укључујући и Ђуришићев, ради укључивања у операцију. Почетком јануара 1943, четничка је Врховна команда наредила црногорским четничким јединицама да спроведу „акције чишћења” против муслимана у бјелопољском срезу на сјевероистоку Црне Горе. Дана 10. јануара 1943, Ђуришић је извијестио да су четници под његовом командом спалили 33 муслиманска села, убили 400 муслиманских бораца — припадника муслиманских милиција које су такође подржавали Италијани — и да су убили око 1.000 муслиманских жена и дјеце.
Као италијанске помоћне снаге, Ђуришићев одред био је зависан о италијанском оружју и превозу па је напустио Црну Гору тек 18. јануара 1943, два дана прије него што требала почети прва фаза Случаја Бијело. Дана 3. јануара 1943, Остојић је издао наређење за „чишћење” чајничког среза од усташко-муслиманских организација. Према историчару Радоју Пајовићу, Остојић је израдио детаљан план којим је избјегао да прецизира шта треба учинити са муслиманским становништвом среза. Умјесто тога, ова упутства требало је усмено дати одговорним командантима. Кашњење у кретању четничких снага у Босни како би учествовали у Случају Бијело заједно са Италијанима, омогућило је четничкој Врховној команди да прошири планирану операцију „чишћење” на пљеваљски срез у Санџаку и фочански срез у Босни. Окупљене су комбинована четничке снаге од 6.000 људи, подијељене у четири одреда, којим су командовали Војислав Лукачевић, Андрија Весковић, Здравко Касаловић и Бајо Никић. Михаиловић је наредио да се сва четири одреда ставе под Ђуришићеву команду.
Почетком фебруара 1943, током њиховом напредовања сјеверозападно у Херцеговини у оквиру припрема за учешће у Случају Бијело, комбиноване четничке снаге убиле су велики број муслимана у пљеваљском, фочанском и чајничком срезу. У извјештају упућеном Михаиловићу 13. фебруара 1943, Ђуришић је написао да су његови четници убили око 1.200 муслиманских бораца и око 8.000 жена, дјеце и стараца, као и да су уништили сву имовину осим стоке, жита и сијена, које су заплијенили.
Око 500 муслимана, претежно жена, дјеце и стараца, убијено је у Горажду у марту, док је неколико жена силовано. Процјењује се да је 10.000 људи убијено у противмуслиманским операцијама под Ђуришићевом командом у периоду јануар—фебруар 1943. Стопа смртности била би већа да многи муслимани нису већ напустили то подручје — највише је отишло у Сарајево — када је започела фебруарска акција. Према извјештају четничке жртве биле су 36 убијених и 58 рањених. Наредба за операцију „чишћења” гласила је да четници требају убити све муслиманске борце, комунисте и усташе, али да не би требали убијати жене и дјецу. Према Пајовићу, ова упутства су укључена како би се осигурало да нема писаних доказа о наређењу убијања неборбеног становништва. Дана 8. фебруара, један четнички командант написао је своју копију писмених Ђуришићевих наредби да су одреди добили додатне наредбе да побију све муслимане на који су наишли. Дана 10. фебруара, командант Пљеваљске четничке бригаде рекао је једном од својих команданта батаљона да треба убити све у складу са наређењима виших команданата. Према Томашевићу, упркос четничким тврдњама, да су ове и претходне „акције чишћења” биле противмјере против агресивних муслиманских активности, све околности указују на то да је Ђуришић дјелимично постигао Михаиловићеву претходну директиву о чишћењу Санџака од муслимана.
До краја фебруара 1943, Ђуришићеви четници пружали су отпор покушајима партизана да пређу на источну обалу ријеке Неретве. Након битке на Неретви, током које су партизани форсирали прелазак ријеке против посусталих четничких противника, Ђуришићев одред са око 2.000 бораца натјеран је у повлачење ка Калиновику, гдје га је крајем марта готово потпуно поразила партизанска 2. пролетерска дивизија. Повлачећи се даље према Дрини, Ђуришић је до априла окупио око 4.500 босанских и црногорских четника код Фоче, али је имао очајничку потребу за залихама. Убрзо након тога, Италијани су повукли већину својих снага из Фоче и напустили већи дио Санџака. Остатак априла 1943. Ђуришић je, са преосталих 3.000 бораца, провео у спрјечавању даљег напредовања партизана дуж ријеке Дрине.

#### Заробљавање
Нијемци су послије „Случаја Бијело” наставили са даљом офанзивом, кодног назива „Случај Црно”, чији су циљеви били „разоружавање свих четника и уништавање свих партизана у Црној Гори и Санџаку”, да би обезбједили руднике боксита, олова и хрома. Према Томашевићу, главни разлози за офанзиву билa je пријетња од савезничког искрцавања на Балкану, као и потреба да се елиминишу скупине отпора које би могле да помогну Савезницима. Почетком маја 1943, Нијемци су ушли у Санџак и источну Црну Гору. Ђуришић се повукао у Колашин са око 500 бораца и придружио се снагама српских четника под командом Драгутина Кесеровића.
Дана 14. маја 1943, истурени одред њемачке 1. брдске дивизије ушао је у Колашин и заробио Ђуришића, обмањујући италијанске снаге које су чувале његов штаб. Ђуришић и четници нису пружали отпор током заробљавање и није било жртава. Италијани су оштро протестовали због хапшења Ђуришића, али су их Нијемци надвладали. Након заробљавања Ђуришићевих четника и још једне четничке скупине западно од Колашина, неколико дана касније, Случај Црно постао је готово у потпуности противпартизанска операција. Ђуришић је одвезен у возилу са ознакама Црвеног крста; затим је пребачен из Берана у логор ратних заробљеника у Стрију код Лавова у Галицији, која је била дио њемачког окупационог подручја Генерално губернаторство. Побјегао је три мјесеца касније, а власти Недићеве владе поново су га ухапсиле у октобру 1943, док је покушавао да пређе Дунав код Панчева у јужном Банату. Предат је Нијемцима и задржан у затвору Гестапоа у Београду.

#### Ослобађање и повратак у Црну Гору
У септембру 1943, Италија капитулира и Нијемци заузимају Црну Гору, успостављајући обласну команду (њем. Feldkommandantur) бр. 1040 на челу са генерал-мајором Вилхелмом Кајпером. Убрзо након тога, њемачки специјални изасланик у Београду, Херман Нојбахер, заједно са вођом српске владе, генералом Миланом Недићем, и њемачким војним командантом за југоисточну Европу, генералом Хансом Фелбером, договорио је пуштање Ђуришића на слободу. Нојбахер је развио план за успостављање уније између Србије и Црне Горе (у својим мемоарима, Нојбахер користи назив „Великосрпска федерација”) и представио га министру спољних послова Јоахиму фон Рибентропу у октобру 1943. Ђуришић је био важан дио овог плана. У Црног Гори су га добро цијенили четници и прочетничко становништво, с обзиром на чињеницу да су Станишић и Ђукановић убијени 18. октобра, послије партизанске офанзиве на њихов штаб у манастиру Острог. Нојбахер, Недић и Фелбер вјеровали су да се Ђуришић може користити за борбу против партизана у Црној Гори и помоћи формирање ближих односа Србије и Црне Горе. Иако Нојбахеров план није добио Хитлерово одобрење, Ђуришић је од Нијемаца добио залихе, укључујући оружје и муницију, па се у новембру 1943. вратио у Црну Гору. У то вријеме успоставио је блиске везе са Димитријем Љотићем, чији му је Српски добровољачки корпус (СДК) обезбиједио оружје, храну, писаће машине и друго. Такође је сарађивао са Недићем, који га је унаприједио у чин потпуковника и поставио га за помоћника команданта СДК. Према Пајовићу, Ђуришића је унаприједила југословенска влада у егзилу средином 1944. на приједлог Михаиловића.

### Колаборација са Нијемцима против партизана у Црној Гори

#### Зима и прољеће 1944.
У фебруару 1944, Недић је послао 2. батаљон 5. пука СДК у Црну Гору као допуну Ђуришићевим снагама. У првој половини 1944, Нијемци у Црној Гори и Санџаку организовали су офанзиву против партизана, углавном ослањајући се на снаге под Лашићевим и Ђуришићевом командом. Због слабости сопствених снага, Нијемци су допринијели командовањем и снабдјевањем укључених снага и снабдјевањем мањих оклопних јединица тешким наоружањем. Четничке вође обезбједиле су већину снага. У фебруару и марту, Нијемци и бројне четничке јединице предузеле су низ операција кодних назива Бора, Баумблите и Форфрихтинг у околини Подгорице.
Када су у марту 1944. у Србију ушле партизанска 2. пролетерска и 5. крајишка дивизија, партизанске снаге на сјеверу Црне Горе и Санџака сведене су у 37. санџачку дивизију. Како би искористио ту слабост, Ђуришић је предложио Нијемцима да покрену офанзивну операцију. Операција Фрилингсервахен планирана је за сјеверне дијелове Црне Горе и Санџака; примарни циљ био је заузимање Колашина концентричним нападима из Пљевља, Пријепоља и Пештера. Ово би омогућило повезивање снага које су напредовале из Подгорице на југу и забијање клина по средини партизанске линије. У операцији Прољећно буђење учествовала је осовинска сила од око 5.000 људи у коју су биле укључене Ђуришићеве снаге, СС-полицијски пук самозаштите Санџака, 2. батаљон 5. пука СДК и двије појачане њемачке моторизоване чете. Операција је почела 9. августа, а 12. априла стигли су до Бијелог Поља. Ђуришићеве снаге заузеле су Беране 17. априла, али је 37. санџачка дивизија зауставила напредовање снага на линији ријеке Таре код Мојковца. Дана 24. априла, након девет дана напада и контранапада, 37. санџачка дивизија, појачана 7. црногорском омладинском бригадом „Будо Томовић” из 3. ударне дивизије, преузела је иницијативу. Заузели су Бијело Поље 30. априла, а Беране 5. маја.
Овај преокрет учврстио је лош њемачко-четнички положај у Црној Гори; њихове снаге на југу биле су потпуно изоловане од снага на сјеверу. Четничке снаге и њихови савезници претрпјели су тешке губитке; 2. батаљон 5. пука СДК је са 893 припадника спао на 350.

#### Љето 1944.
Средином маја 1944, Ђуришић је посјетио Београд и тражио од Недића, Нојбахера и фелдмаршала Максимилијана фон Вајхса, њемачког главног команданта за Југоисток, хитно да пошаљу оружје и друге потрепштине његовој јединици, којој је било дозвољено да има до 5.000 људи. Ђуришић је уз помоћ Нијемаца, Недића и Љотића, тада основао Црногорски добровољачки корпус (ЦДК), који је формално био дио СДК. ЦДК се састојао од неких бивших Ђуришићевих војника који су ослобођени из њемачког заробљеништва, али већина су били четници који су остали у Црној Гори и били су окупљени под кровним изразом „националне снаге”. До овог тренутка, иако је још увијек формално био одан Југославији преко Михаиловића, такође је био одан Нијемцима и Недићу, који га је ослободио, унаприједио и подржао.
Њемачка 2. оклопна армија организовала је Ђуришићеве снаге у три пука под редним бројевима 6, 7. и 8, настављајући на пет пукова СДК. ЦДК била је потчињена штабу 2. оклопне армије. Ђуришић је постављен за команданта; штаб корпуса био је у Пријепољу. Шестим пуком, са сједиштем у Пријепољу, командовао је капетан Вуксан Цимбаљевић и обухватао је четнике из андријевачког и беранског среза. Седмим пуком, са сједиштем у Пљевљу, командовао је капетан Радоман Рајић и чинили су га санџачки четници. Осмим пуком, са сједиштем у Подгорици, командовао је капетан Милош Павићевић и чили су га подгорички, даниловградски и никшићки четници. Планирано је да се сваки пук састоји од два „корпуса” од по 800 људи. ЦДК је имала између 7.000 и 8.000 припадника. Поручнику Хајзцу, бившем њемачком официру за везу код Лукачевића, додјељено је надгледање Ђуришића. Дана 30. маја 1944, Хајзц упутио је детаљно упутство којим га упућује да осигура неометано напредовање заједничких операција. Средином јуна, уз њемачки пристанак, Ђуришић је са скупином сарадника прешао у подручје Подгорице како би лично руководио формирањем 8. пука ЦДК. Реорганизовао је четничке снаге под његовом командом, подијеливши их у двије територијалне структуре (једна под командним штабом за Црну Гору и Боку которску, а други под командним штабом за Стари Рас).
Колаборација Ђуришића са Нијемцима наставила се до краја 1944. Дана 13. јула 1944, Радио Београд похвалио је Ђуришића за службу силама Осовине. Осми пук ЦДК је у августу готово уништила 7. црногорска омладинска бригада „Будо Томовић” током операције Рибецал. ЦДК је претрпио велике губитке у борбама, а Нијемци су наредили поново формирање 21. септембра 1944. године. Ђуришић и његове снаге вршиле су репресију над становништвом Пљевља, Пријепоља, Прибоја и Нове Вароши. Четници су такође пљачкали села како би застрашили и искоријенили партизанске присталице, посебно у Бјелопавлићима, гдје је убијено 48 комуниста.
Ђуришић је остао у Црној Гори до краја операције Рибецал крајем августа 1944, након чега се вратио у Санџак. Након операције Рибецал, присуство партизана и њемачких снага у сјеверној Црној Гори и Санџаку смањено је и тежиште операције се пребацила у Србију. Преостале партизанске јединице брзо су повратиле превласт над привремено изгубљеним територијама, а њемачка 181. пјешадијска дивизија издала је наређења по којим су три батаљона изолована на подручје Пљевља требала да пробију територију под партизанском контролом и сједине се са остатком дивизије на Матешеву. Овај план, кодног имена Нордштурм, ослањао се на значајно учешће Ђуришићевих јединица. Добро се уклапао у Ђуришићеву општу оријентацију кретања према морској обали, гдје се очекивало савезничко искрцавање. Нордштурм је почео 31. августа. Ђуришић и Нијемци су испрва напредовали, заузимајући Колашин и Беране, али те градове су партизани убрзо повратили, а затим су кренули у контранапад, који је настављен заузимањем низом градова на сјеверу и западу Црне Горе и источне Херцеговине.
Ђуришић је одржавао контакт са Лукачевићем, који је у то вријеме својим снагама почео нападати Нијемце у Херцеговини. Ђуришић је размотрио могућност придруживања Лукачевићу у борби против Нијемаца у ишчекивању савезничког искрцавања. Међутим, с обзиром да је Лукачевић брзо поражен и да није дошло до савезничког искрцавања, Ђуришић је остао уз Нијемце. Њемачка обавјештајна служба помно је пратила Ђуришићеве комуникације и кретање, а њемачки команданти су наставили да користе његове снаге. Нијемци су Ђуришићеве четнике уврстили у састав Армијске групе Е у истраживању расположивих снага од 16. новембра 1944. У истраживању, њемачке снаге у Црној Гори у то вријеме се процјењују на 47.000 војника, укључујући Ђуришићевих 10.000 четника. Дана 21. октобра 1944, партизани су заузели граховски гарнизон након петодневне борбе. Дана 6. новембра, партизани су опколили Цетиње, које су бранили Нијемци, преостали италијански црнокошуљаши и око 600 четника. Дана 8. новембра, Нијемци и четници у Цетињу добили су појачање од 800—1000 четника на челу са Ђуришићем, који су на крају успјели да пробију партизанску опсаду.
Дана 11. октобра 1944, по приједлогу фон Вајхса, Кајпера, њемачког овлашћеног генерала за Црну Гору, Ђуришићу је додијељен Гвоздени крст 2. реда у име Фирера и њемачке Врховне команде за борбе против партизана.

#### Повлачење из Црне Горе и смрт
Њемачки 21. брдски армијски корпус је 14. новембра покренуо напад из правца Подгорице према Никшићу како би се очистио коридор којим би се њемачке снаге у Црној Гори повукле према Рајху. Овај задатак је повјерен 363. гренадирском пуку 181. пјешадијске дивизије ојачан артиљеријом. Подржала су га двије комбиноване њемачке бојне скупине и италијански 86. батаљон Националне републиканске гарде (НРП) — раније 86. црнокошуљашки батаљон. Око 1.200 Ђуришићевих четника било је распоређено дуж бочних страна напада. Главна партизанска формација која се суочила са нападом била је 6. црногорска бригада, која је имала подршку артиљеријске групе 2. ударног корпуса и 211. (источноланкаширска) батерије 111. пољског артиљеријско пука Краљевске британске артиљерије, која се искрцала у Дубровнику крајем октобра како би подржала партизане својим топовима Ordnance QF 25-pounder. Дванаест дана жестоке борбе резултирало је значајним жртвама, а Нијемци нису остварили напредак, док су у међувремену изгубили Боку которску. Нијемци су 25. новембра одлучили да напусте ову линију напада и нападну Колашин. Четници под Ђуришићевом командом наставили су да се боре заједно са Нијемцима. Након што су стигли до Колашина, Ђуришићеве снаге су се одвојиле од Нијемаца и упутиле према Босни, марширајући западно од Нијемаца и заобилазећи Пљевље. Током пробоја и накнадног повлачења, и Нијемци и четници били су изложени честим савезничким нападима. Према њемачким документима, Ђуришићеве снаге су током повлачења из Црне Горе присилно регрутовале мушкарце, злостављале жене и пљачкале села.
Ђуришићеве снаге кренуле су према сјевероисточној Босни како би се придружиле Михаиловићу. Ђуришић се хтио повући преко Албаније у Грчку, али Михаиловић му је рекао да се припреми за савезничко искрцавање, повратак краља и успостављање националне владе. Након што се Ђуришић придружио Михаиловићу у сјевероисточној Босни, оштро је критиковао Михаиловићево вођство и снажно се залагао за пребацивање свих четничких снага у Словенију. Михаиловића није убиједио; Ђуришић је одлучио да се пребаци у Словенију независно од Михаиловића и договорио да се Љотићеве снаге, које су већ биле тамо, састану с њим у близини Бихаћа у западној Босни како би помогле његовим снагама. Када је напустио Михаиловића, придружио се четничком идеологу Драгиши Васићу и одредима којима су командовали Остојић и Петар Баћовић и око 10.000 избјеглица. Ове снаге формирале су четничку 8. црногорску армију, која се састојала од 1, 5, 8. и 9. (херцеговачке) дивизије.
Да би дошао до Бихаћа, Ђуришић је склопио споразум о сигурном кретању са елементима ХОС-а и црногорским сепаратистом Дрљевићем. Детаљи споразума нису познати, али се мисли да су он и његове снаге намјеравале да пређу ријеку Саву у Славонију, гдје ће се придружити Дрљевићу као Црногорска народна војска, у којој би Ђуришић био оперативни командант. Ђуришић их је очигледно покушао надмудрити па је преко ријеке слао само болесне и рањене припаднике снага, држећи своје способне војнике јужно од ријеке. Почео је да помјера своју команду према западу; узнемирене од ХОС и партизана, Ђуришићеве снаге су крајем маја стигле до ријеке Врбас, сјеверно од Бање Луке. Између 30. марта и 8. априла ХОС, наоружане њемачким тенковима, поразиле су комбиноване четничке снаге у бици на Лијевче пољу. Ово је вјероватно била највећа борбa између снага НДХ и четника у претходне двије године.
Након овог пораза и дезертерства једне јединице Дрљевићу, Ђуришић је био присиљен да преговара непосредно с командантима ХОС-а о даљем кретању својих четника према Словенији. Очигледно то је била замка; припадници ХОС-а су га напали и заробили на путу ка мјесту састанка. Догађаји након хапшења нису јасни, али су Ђуришић, Васић, Остојић и Баћовић касније убијени заједно са другима, укључујући неке свештенике Српске православне цркве. Према Пајовићу, усташе су убиле Ђуришића крајем априла 1945. у концентрационом логору Јасеновац. На веб-сајту Спомен подручја Јасеновац пише да су Ђуришића у логору убиле усташе 1945. године. Мјесто Ђуришићевог гроба, ако га има, није познато.
И НДХ и Дрљевић су имали разлога за обману Ђуришића. Мотиви НДХ био је Ђуришићев терор над муслиманима у Санџаку и југоисточној Босни. Дрљевић се противио Ђуришићевој подршци унији Србије и Црне Горе, што је било противно Дрљевићевом сепаратизму.

#### Посљедице
Дио Ђуришићевих снага успио је побјећи и отпутовати према западу. Дио су убили усташе и партизани, који су се налазили на југу предвиђене руте повлачења на запад према Словенији. Већина, која је остала без вође, интегрисана је у Дрљевићеву Црногорску народну војску и повукла се према аустријској граници. Дјелове обије групе су касније у Словенији заробили партизани. Око 1.000 Ђуришићевих четника прешло је у Аустрију, али присиљени су да се врате у Југославију, гдје су неке убили партизани у близини југословенско-аустријске границе. Већина је одведена на југ Словеније, гдје су убијени, а њихова тијела бачена у дубоке јаме на подручју Кочевског Рога.
Према Томашевићу, партизанско убијање црногорских четника на Кочевском Рогу било је „акт масовног терора и бруталне политичке операције” сличан ономе који су четници извели раније током рата. Био је то дјелимично чин освете због масовног терора који су четници вршили над партизанима и пропартизанским дијеловима становништва и дјелимично начин да спрече четнике да наставе оружану борбу против комуниста, можда уз помоћ Запада. Преживјело је мање од четвртине снага које су кренуле са Ђуришићем у Црној Гори и осталим четницима који су му се придружили током пробоја на сјевер и запад. Неколико недјеља касније Дрљевића, који је побјегао у Аустрију, пронашли су Ђуришићеви сљедбеници и убили. Ђуришић је био један од најспособнијих југословенских четничких команданата; његове борбене вјештине поштовали су његови савезници и противници.

## Контроверза комеморације
Српска дијаспора у Сједињеним Америчким Држава поставила је споменик посвећен Ђуришићу на српском гробљу у Либертивилу у Илиноису. Руководство и играчи ФК Црвене звезде из Београда посјетили су га 23. маја 2010. године.
У мају 2002, припремљени су планови за меморијални комплекс „Црногорска Равна гора” који би се налазио у близини Берана. Комплекс је требао бити посвећен Ђуришићу, који је дио младости провео у Беранама и гдје је током рата био његов штаб. У јуну 2003, црногорска министарка култура Весна Килибарда забранила је изградњу споменика, рекавши да министарство културе није добио захтјев за постављање. Савез удружења бораца народноослободилачког рата и антифашиста Црне Горе (СУБНОР) успротивио се изградњи споменик рекавши да је Ђуришић ратни злочинац који је одговоран за смрт многих припадника СУБНОР-а, као и 7.000 Муслимана.
Исламска заједница у Црној Гори осудила је покушај изградње уз саопштење „ово је покушај његове рехабилитације и велика је увреда за дјецу невиних жртава и муслимански народ у Црној Гори”. Влада Црне Горе је 4. јула 2002. забранила је откривање споменика, наводећи да је „изазвао забринутост јавности, подстакао подјелу међу грађанима Црне Горе и потицао националну и вјерску мржњу и нетрпељивост”. У саопштењу за штампу одбора задуженог за изградњу споменика наведено је да су акције које је преузела влада биле „апсолутно нелегалне и непримјерене”. Полиција је 7. јула уклонила постоље које је било припремљено за споменик.
Политичка странка Нова српска демократија (НОВА) 2011. године обновила је напоре за изградњу споменика; члан ГО странке изјавио је да су Ђуришић и други официри Југословенске војске у отаџбини били вође Тринаестојулског устанка и који су „наставили борбу за ослобођење земље под вођством краља Петра и Владе Краљевине Југославије”.